# Mtel (Босна и Херцеговина)
mtel је телекомуникациони оператор у Босни и Херцеговини. Налази се у власништву Телекома Србије. Једно је од највреднијих предузећа на Бањалучкој берзи.

## Историја
Компанија је основана 1999. године у оквиру Телекома Српске као специјализована радна јединица под називом Мобилна телефонија Републике Српске (скраћено Мобис) који је промењен средином 2007. године, пошто је Телеком Србија постао нови власник Телекома Српске.
Куповином мањих телекомуникацијских компанија Елта-Кабела из Добоја, Блицнета из Бање Луке, Телрада из Бијељине и других крајем 2010-их, осигуран је потпуни монопол на територији Републике Српске покривајући 95% тржишта фиксне телефоније, кабловске телевизије и интернета.
У почетку је пружао услуге, преко GSM мреже 0665 (након 2001. године бројеви измјењени у 065), само на територији Републике Српске. Лиценцу за пружање услуга на целој територији Босне и Херцеговине добио је 2001.
До краја 1999. број претплатника био је 1704 постпејд корисника, док припејд тада још није био уведен. У 2000. уводи се и припејд тако да број претплатника достиже 56000. Крајем 2005. број корисника премашује пола милиона.
На крају 2019. године, mtel је имао 226.726 претплатника фиксне телефоније. Број корисника мобилне телефоније закључно са 31.12.2019. године је износио 1.355.222, од чега 395.696 постпејд и 959.526 припејд корисника.
Одлуком Савета министара БиХ, 8. априла 2019. године, mtel је добио лиценцу за 4 Г мрежу (на целој територији БиХ) и она је након неколико дана пуштена у рад. Приступ 4Г мрежи имају сви корисници mtel мреже, под условом да поседују мобилни апарат који подржава ову технологију. Лиценца је додељена на период од 15 година са могућношћу обнове.

## Инфраструктура
Укупан број инсталираних 3Г базних станица на крају 2019 године је износио 1569.
Покривеност мрежом путних праваца износи 80,36% (крај 2019. године)
Покривеност путева 4Г мрежом износи 27,48% (на дан 31.12.2019. године)
Проценат покривености становништва износи 88% (крај 2019. године)
Проценат покривености становништва 4Г мрежом износи 43,50% (на дан 31.12.2019. године)

## Власничка структура
Структура власништва у компанији је следећа:
- 65,01% - Телеком Србија а.д. Београд
- 09,47% - ПРЕФ а.д. Бањалука
- 05,03% - Фонд за реституцију РС а.д. Бања Лука
- 04,92% - Зептер а.д. Бањалука
- 15,57% - мали акционари